# Marais du Galon d'or
Pour les articles homonymes, voir Galon (homonymie).
Le marais du Galon d'or est un site naturel protégé de 44 hectares, classé site Natura 2000, situé dans la partie nord-ouest de la presqu'île d'Arvert, près de Ronce-les-Bains (commune de La Tremblade), en Charente-Maritime. 
Bordant le pertuis de Maumusson, dont il n'est séparé que par un banc de sable, il forme un espace d'une grande richesse floristique. Ses limites sont la baie de l'Embellie et la plage du Galon d'or au sud, la forêt domaniale de la Coubre à l'est et la plage de la Cèpe au nord.

## Présentation
Relativement peu connu, le marais du Galon d'or se découvre au gré d'un sentier parcourant la forêt domaniale de la Coubre, immense massif forestier composé de pins maritimes et de chênes verts plantés au XIXe siècle pour contenir l'avancée des sables dunaires. Formant une véritable petite lagune au creux de la pinède, ce petit espace palustre niché au creux de la pinède est séparé des eaux tumultueuses du pertuis de Maumusson et plus précisément du chenal de la Garrigue par un cordon sablonneux, le banc de Ronce (lui-même constitué de l'îlot de Ronce et des sables de Ronce). 

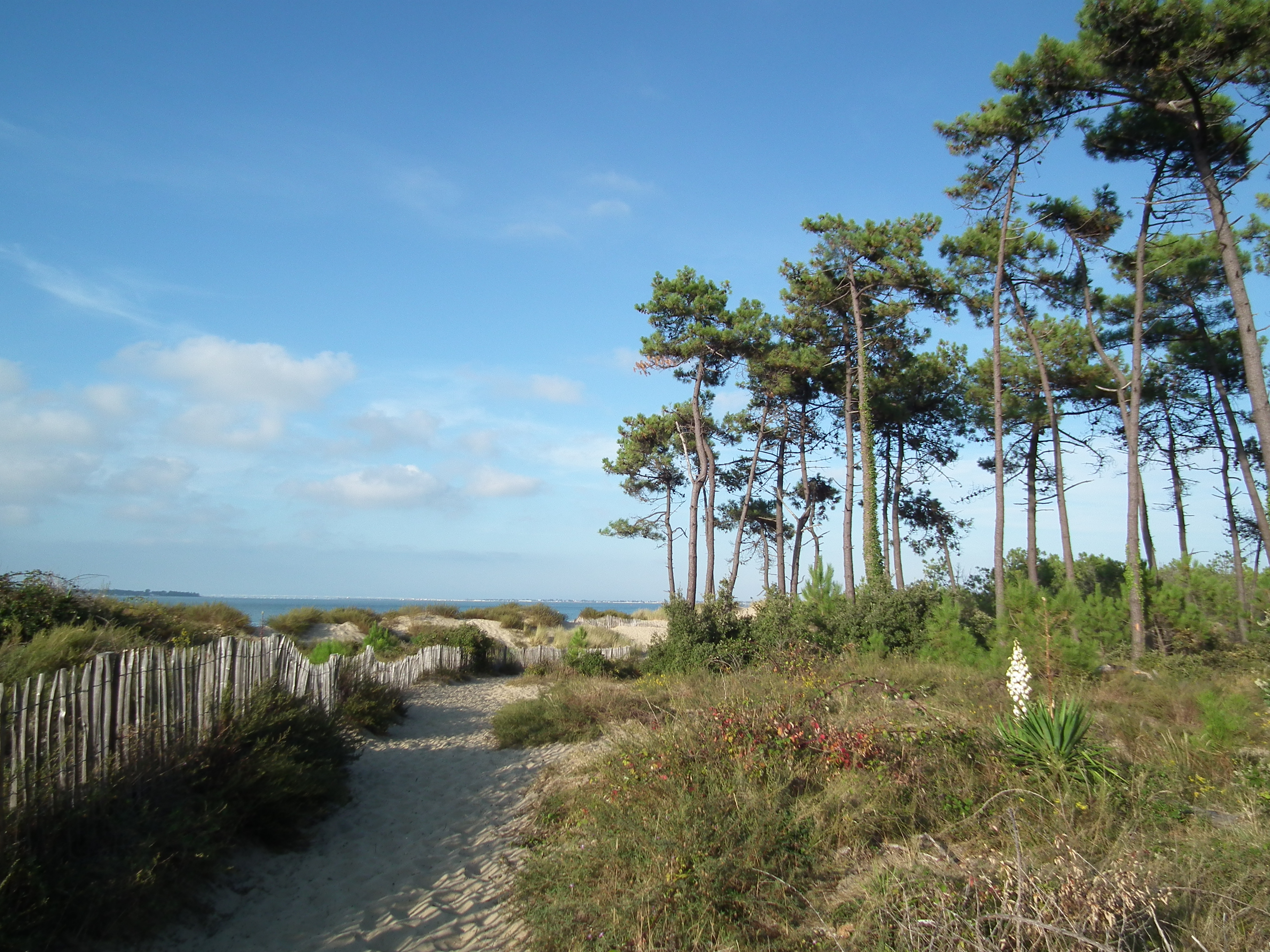
Le marais s'étend au seuil de la pinède, au contact de la dune. on y accède par un petit sentier dans le sable.

Le marais du Galon d'or — qui devrait son nom au naufrage d'un galion espagnol en provenance du Golfe de Guinée au XVe siècle — doit son existence tant à la proximité de l'océan, qui permet la formation d'une vase enrichie en azote par la décomposition de résidus organiques (algues, bois mort, coquillages, etc.) où s'épanouissent de nombreuses espèces de plantes halonitrophiles, qu'à des affleurements de la nappe phréatique. Eau salée et eau douce conduisent ainsi à la formation d'une végétation originale, où se mêlent roselières, prés salés, pelouses à immortelles des sables ou encore prairies à spartines. Certaines espèces végétales rares y sont implantées, comme le statice à feuilles ovales (plante inscrite au livre rouge de la flore menacée). Le site est également fréquenté par de nombreuses espèces d'oiseaux, pour lesquels il constitue une halte migratoire ou comme site d'hivernage. 
Il est protégé dans le cadre du réseau Natura 2000 (protection des sites naturels de l'Union européenne ayant une grande valeur patrimoniale), et plus spécifiquement dans les zones spéciales de conservation « Presqu'île d'Arvert » (FR5400434) et « Marais de la Seudre » (FR5400432) et la zone de protection spéciale « Marais et estuaire de la Seudre-Oléron » (FR5412020).
L'accès au site est possible à partir de la D25, axe principal desservant la forêt de la Coubre, et plus précisément depuis les aires de stationnement « L'Embellie » et « Le Galon d'or ». L'accès est également possible depuis la piste cyclable reliant Saint-Palais-sur-Mer à Ronce-les-Bains. Un sentier pédestre permet de rejoindre les marais. Il convient de ne pas s'en écarter, d'une part afin de protéger les dunes, espace particulièrement fragile, d'autre part en raison de la présence de sables mouvants.